# Wollersdorf (Mitterfels)
Der Weiler Wollersdorf ist ein Ortsteil des Marktes Mitterfels im niederbayerischen Landkreis Straubing-Bogen. Er liegt zwei Kilometer südwestlich des Ortskerns von Mitterfels östlich der Staatsstraße 2140.

## Einwohnerentwicklung
- 1838: 0 17 Einwohner[2]
- 1860: 0 23 Einwohner[3]
- 1871: 0 22 Einwohner[4]
- 1875: 0 21 Einwohner[5]
- 1885: 0 17 Einwohner[6]
- 1900: 0 16 Einwohner[7]
- 1913: 0 19 Einwohner[8]
- 1925: 0 20 Einwohner[9]
- 1950: 0 16 Einwohner[10]
- 1961: 0 17 Einwohner[11]
- 1970: 0 16 Einwohner[12]
- 1987: 00 9 Einwohner[1]

## Natur- und Landschaftsschutz
Wollersdorf liegt im Landschaftsschutzgebiet Bayerischer Wald.